# He (lettera)

La lettera fenicia Hĕ

La Hĕ è la quinta lettera di molti alfabeti semitici, tra cui l'alfabeto fenicio, quello aramaico, ebraico (ה‎), siriaco (ܗ) e arabo (hāʾ - ه). Il suo valore fonemico è quello di una fricativa glottidale sorda pronunciata ħ. Dalla Hě si sono generate la e latina, la ε greca, l'etrusco , il cirillico Е. He, come per tutte le lettere fenicie, rappresenta una consonante, ma gli equivalenti latini, greci e cirillici sono tutti venuti a rappresentare suoni vocalici.
Nell'alfabeto ebraico, detta anche Hei, ה, presenta valore numerico 5 e fa' parte del Tetragramma biblico di Dio.

## Origini
Nelle lingue protosemitiche nordoccidentali esistevano ancora tre fricative sorde: l'uvulare ḫ, la glottale h, e la faringale ḥ. Nella scrittura Wadi el-Hol, queste apparivano espresse dalle derivative di 
| V28 |

ḫayt "filo",
| A28 |

hillul "giubilo", vedi antico alfabeto yemeno (arabo meridionale)  h,  ḥ,  ḫ, ge'ez ሀ, ሐ, ኀ, e 
| O6 |

ḥasir "tribunale". Nell'alfabeto fenicio, ḫayt e ḥasir si fondono in Heth "Recinto", mentre hillul viene sostituito da He "finestra".

## Heebraica
| Varianti ortografiche | Varianti ortografiche | Varianti ortografiche | Varianti ortografiche | Varianti ortografiche |
| Vari font tipografici | Vari font tipografici | Vari font tipografici | Corsivo ebraico       | Carattere Rashi       |
| Serif                 | Sans-serif            | Monospazio            | Corsivo ebraico       | Carattere Rashi       |
| --------------------- | --------------------- | --------------------- | --------------------- | --------------------- |
| ה                     | ה                     | ה                     |                       |                       |

Ortografia ebraica compitata: הֵא‎
Nell'ebraico moderno la frequenza d'uso di he, tra tutte le lettere, è dell'8.18%.

### Pronuncia
Nell'ebraico moderno, la lettera rappresenta una fricativa glottidale sorda. La /h/ può anche non essere pronunciata, sebbene tale pronuncia venga reputata come scadente.
Inoltre, in molte pronunce ebraiche varianti la lettera può rappresentare una occlusiva glottidale sorda. In posizione finale di parola, He viene usata per indicare una vocale-a, usualmente quella di qamatz (ָ), come nella seguente parola (qamatz in rosso):

e in questo senso funziona come Aleph, Vav e Jodh in una mater lectionis, indicando la presenza di una vocale lunga.

### Significato
Unita a parole, He può avere tre significati:
- Una preposizione, col significato di articolo determinativo, o dei pronomi relativi "quello/a", o "chi/che" (come in "un ragazzo che legge"). Per esempio: yeled, un ragazzo; hayeled, il ragazzo.
- Un prefisso, che indica una frase interrogativa. (Per esempio, Yadata, tu sapevi; Hayadata?, sapevi?)
- Un suffisso, dopo toponimi che indicano movimento verso il nome proprio del luogo geografico. (Per esempio, Yerushalayim, Gerusalemme; Yerushalaymah, verso Gerusalemme.)

### Usi simbolici
He è una lettera ebraica spesso usata per rappresentare il nome di Dio, poiché sta ad indicare Hashem, che significa Il Nome ed è un modo di pronunciare Dio senza in realtà dirne il nome. Nella scrittura, Hashem è scritto come He con un apostrofo gheresh: ה׳ .
Nella ghematria, He simbolizza il numero cinque e, quando usato all'inizio degli anni ebraici, indica 5000 (cioè, התשנ״ד in numeri sarebbe la data 5754).
Dato che He rappresenta 5 in ghematria, la lettera viene spesso rinvenuta in amuleti, simboleggiando le cinque dita della mano, simbolo talismanico molto comune.

## Heh siriaco
| Heh            |
| -------------- |
| Madnḫaya Heh   |
| Serṭo Heh      |
| Esṭrangela Heh |

Nell'alfabeto siriaco, la quinta lettera è ܗ — Heh (ܗܹܐ). Viene pronunciata come una [h]. A fine parola con un punto in testa, rappresenta il suffisso di terza persona femminile singolare. Senza il punto, rappresenta l'equivalente maschile. Da sola con una lineetta in apice, è l'abbreviazione di hānoh (ܗܵܢܘܿ), che significa 'questo è' o 'quello è', o anche halelûya (ܗܵܠܹܠܘܼܝܵܐ). Come numerale, He rappresenta il numero 5, come per l'ebraico.